# Braulio Rodríguez Plaza
Braulio Rodríguez Plaza (ur. 27 stycznia 1944 w Aldea del Fresno) – hiszpański duchowny katolicki, arcybiskup Toledo w latach 2009-2019.

## Życiorys

### Prezbiterat
Święcenia kapłańskie przyjął w Madrycie 3 kwietnia 1972 z rąk kardynała Vicente Enrique y Tarancón. Pracował przede wszystkim w parafiach Madrytu oraz w tamtejszym seminarium duchownym.

### Episkopat
6 listopada 1987 został mianowany biskupem diecezji Osma-Soria. Sakry biskupiej udzielił mu arcybiskup Mario Tagliaferri.
12 maja 1995 mianowany biskupem ordynariuszem Salamanki. Ingres odbył się 9 lipca 1995.
28 sierpnia 2002 mianowany arcybiskupem Valladolid. Urząd ten objął 13 października tegoż roku, zaś 29 czerwca 2003 otrzymał paliusz od papieża Jana Pawła II.
16 kwietnia 2009 Benedykt XVI mianował go arcybiskupem Toledo. Oficjalne objęcie urzędu nastąpiło 21 czerwca. Zastąpił na tym stanowisku kard. Antonio Cañizaresa.
27 grudnia 2019 przeszedł na emeryturę.